# CIE 1964
L'espace de couleur U*, V*, W* CIE 1964, également connu sous l'appellation de CIEU*V*W*, s'appuie sur l'espace CIE UVW (1960), :
{\displaystyle U^{*}=13W^{*}(u-u_{0}),\quad V^{*}=13W^{*}(v-v_{0}),\quad W^{*}=25Y^{1/3}-17},
où {\displaystyle (u_{0},v_{0})} correspond à la localisation du point blanc dans l'espace CIE 1960, et Y à la composante luminance dans l'espace CIE 1931. Les astérisques indiquent que les variables représentent un espace de couleur de perception plus uniforme que son prédécesseur. Cet espace colorimétrique est aujourd'hui obsolète, supplanté par ses successeurs, les espaces CIELAB et CIELUV notamment.
Gunter Wyszecki (Prix Deane B. Judd en 1979) a inventé l'espace U*V*W* afin de pouvoir calculer les différences de couleur en s'affranchissant de la luminance constante. Il définit un indice de luminosité W* en simplifiant des expressions auparavant proposées par Ladd et Pinney et Glasser et al.. Les composantes chromatiques U* et V* sont définies de telle sorte que le point blanc est positionné à l'origine, comme dans l'espace de couleur Adams. Ce système permet d'exprimer le lieu des chromaticités avec une saturation constante C = (U*)2 + (V*)2. De surcroît, l'échelle des axes chromatiques dépend de la luminosité « de manière à prendre en compte l'augmentation ou la diminution apparente  de la saturation lorsque l'indice de luminosité augmente ou diminue respectivement, tout en gardant constante la chromaticité (u, v) ».

## Chromaticité et différence de couleur
Les coefficients chromatiques ont été choisis à partir du nuancier de Munsell. On considère qu'une différence de luminosité ΔW = 1 correspond à une différence chromatique approximativement égale à {\displaystyle {\sqrt {\Delta U^{2}+\Delta V^{2}}}=13}.
Avec ces coefficients ainsi sélectionnés, la différence de couleur dans l'espace CIEU*V*W* résulte tout simplement de la distance euclidienne :
{\displaystyle \Delta E_{CIEUVW}={\sqrt {(\Delta U^{*})^{2}+(\Delta V^{*})^{2}+(\Delta W^{*})^{2}}}}.